# Giovanni Mantovani
Giovanni Mantovani (Gudo Visconti, 5 febbraio 1955) è un ex ciclista su strada e pistard italiano.
Professionista dal 1977 al 1988, fu medaglia d'argento ai Campionati del mondo su pista nella corsa a punti nel 1980. Tra le vittorie su strada, due tappe al Giro d'Italia e una Tre Valli Varesine.

## Palmarès

### Strada
- 1974 (dilettanti)

Gran Premio Somma
- 1975 (dilettanti)

Gran Premio di Lainate
Circuito di Mede
Circuito Isolano - Coppa Egidio Re
- 1976 (dilettanti)

Circuito di Mede
Targa Libero Ferrario
Targa d'Oro Comune di Pontecurone
- 1977 (Brooklyn, una vittoria)

3ª tappa Giro di Puglia
- 1979 (Selle Italia, una vittoria)

1ª tappa Vuelta al País Vasco (Spagna > Etxarri Aranatz)
- 1980 (Hoonved, due vittorie)

9ª tappa Giro d'Italia (Fiuggi > Sorrento)
10ª tappa, 1ª semitappa Giro d'Italia (Riva del Garda > Rovereto)
- 1981 (Hoonved, tre vittorie)

Giro del Veneto
1ª tappa Giro del Trentino (Arco > Mezzocorona)
3ª tappa, 1ª semitappa Giro del Trentino (Riva del Garda > Rovereto)
- 1982 (Famcucine, due vittorie)

Milano-Vignola
2ª tappa, 2ª semitappa Tour de Midi-Pyrénées (Auch > Tarbes)
3ª tappa Tour de Midi-Pyrénées (Saint-Gaudens > Tolosa)
- 1983 (Gis Gelati, due vittorie)

Trofeo dell'Etna
2ª tappa Giro di Puglia (Castellaneta Marina > Foggia)
- 1984 (Malvor, tre vittorie)

1ª tappa Giro di Puglia
2ª tappa Giro di Puglia
Classifica generale Giro di Puglia
- 1985 (Sup. Brianzoli, due vittorie)

Tre Valli Varesine
4ª tappa Giro di Puglia (Alberobello > Martina Franca)
- 1986 (Vini Ricordi, due vittorie)

Nizza-Alassio
1ª tappa Giro di Puglia (Lucera > Polignano a Mare)

### Pista
- 1977

Campionati italiani, Corsa a punti

## Piazzamenti

### Grandi Giri
- Giro d'Italia

1980: 57º
1981: 65º
1982: ritirato
1984: ritirato (non partito 22ª tappa)
1985: 109º
1986: 115º
1987: ritirato (11ª tappa)
1988: ritirato (13ª tappa)
- Tour de France

1979: fuori tempo (15ª tappa)
- Vuelta a España

1985: ritirato (15ª tappa)

### Classiche monumento
- Milano-Sanremo

1977: 121º
1979: 9º
1980: 32º
1983: 67º
1985: 5º
1986: 83º
- Giro di Lombardia

1983: 30º

### Competizioni mondiali
- Campionati del mondo su strada

Giavera del Montello 1985 - In linea: ritirato
- Campionati del mondo su pista

Besançon 1980 - Corsa a punti: 2º